# Phaseolus massaiensis
Phaseolus massaiensis är en ärtväxtart som beskrevs av Paul Hermann Wilhelm Taubert. Phaseolus massaiensis ingår i släktet bönor, och familjen ärtväxter. Inga underarter finns listade i Catalogue of Life.